# Lucyna Nowak
Lucyna Nowak (ur. 15 lutego 1975) – polska lekkoatletka, specjalizująca się w skoku wzwyż i wieloboju, halowa mistrzyni Polski, reprezentantka Polski.

## Kariera sportowa
Była zawodniczką Olimpii Grudziądz i AZS-AWF Gdańsk.
W 1998 zdobyła brązowy medal mistrzostw Polski seniorek na otwartym stadionie w skoku wzwyż.
W halowych mistrzostwach Polski seniorek zdobyła cztery medale - złoty w 1999 w skoku wzwyż, srebrny w pięcioboju w 1994 i dwa srebrne medale w skoku wzwyż (1995, 1998).
Reprezentowała Polskę na mistrzostwach Europy w 1993, zajmując 4. miejsce w siedmioboju oraz mistrzostwach świata juniorów w 1994, gdzie nie ukończyła zawodów w siedmioboju.
Rekordy życiowe 
- siedmiobój: 5320 (1.08.1993)[1]
- skok wzwyż: 1,88 (7.06.1998)[6]
- skok w dal: 6,24 (1994)[7].